# 71-633
71-633 (согласно Единой нумерации) — экспериментальный сочленённый шестиосный трамвайный вагон Усть-Катавского вагоностроительного завода с полностью низким уровнем пола. Выпущено 2 экземпляра. В серию не пошёл.

## Технические подробности

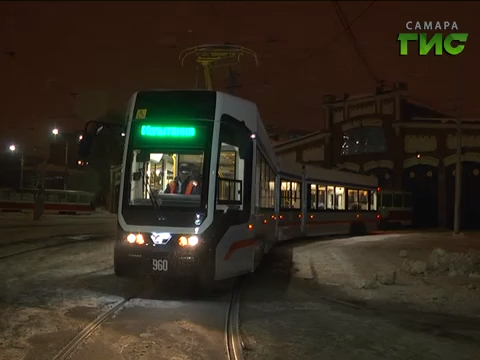
Трамвай на испытаниях

За основу вагона конструкторами УКВЗ была взята модель 71-631. Трамвайный вагон 71-633 является на 100 % низкопольным, состоит из трёх секций (два висячих узла сочленения), имеет шесть осей, двухосные моторные тележки (средняя тележка неповоротная). Трамвай оборудован тяговым асинхронным приводом с системой управления на IGBT-транзисторах, что обеспечивает лучшие энергетические и динамические характеристики по сравнению с РКСУ. Салон вагона будет оборудован двумя кондиционерами, электронной информационной системой, обеспечивающей передачу визуальной и звуковой информации о маршруте движения и остановках, температуре воздуха в салоне вагона и снаружи в режиме реального времени. По виду напоминает вагоны Pesa Fokstrot

## Строительство вагона
Впервые проект трамвайного вагона 71-633 был представлен широкой публике в мае 2014 года в Москве на выставке «ЭлектроТранс». Первый опытный экземпляр вагона изначально планировалось изготовить к сентябрю 2014 года. Однако в связи с рядом причин, в указанные сроки трамвай не был готов. Полностью завершить работу над вагоном удалось лишь в конце декабря 2015 года, после чего трамвай был отправлен в Самару для прохождения испытаний.

## Эксплуатация
29 декабря 2015 года трамвай в расцепленном состоянии был доставлен на территорию трамвайного депо в Самаре. С января 2016 года трамвай проходил наладку в депо, а с марта 2016 года он начал совершать обкатку без пассажиров по городской сети в ночное время. С 28 марта 2016 года началась тестовая эксплуатация трамвая с пассажирами на маршруте № 5. Трамвай будет курсировать по данному маршруту каждый день по расписанию в течение 3 месяцев с момента запуска.
- Трамвай прибыл в частично разобранном виде
- Трамвай на испытаниях
- Первый рейс с пассажирами

## Модификации
- 71-633-01 — разрабатываемая модификация с электрооборудованием «Чергос».

## Эксплуатирующие города
| Город                               | Количество | Годы выпуска |
| Самара, Санкт-Петербург и Челябинск | 1 единица (тестовая эксплуатация), передан на завод в апреле 2017 года; с июля по сентябрь 2018 хранился в СТТП, после чего был передан на завод; тестовая эксплуатация 2.09.2019-12.11.2019, после чего был передан на завод                                        | 2015         |
| Санкт-Петербург, Барнаул            | 1 единица, экспонат с 19-21.06.2019 IV Международного инновационного Форума пассажирского транспорта «SmartTRANSPORT», 22.06-11.2019 хранился в 7 парке, с 26.11.2019 по 18.03.2020 находился в Трамвайном депо № 3 Барнаула. 18.03.2020 года был отправлен на завод | 2019         |